# 宇治川武兵衛
宇治川 武兵衛（うじがわ ぶへえ）は江戸時代後期の丹後国の豪農。
兄弟には、兄が一名と弟の多賀がいた。子供に、初代日ヶ谷村長の宇治川嘉左衛門がいる。

## 生涯

### 生い立ち
武兵衛は丹後の宮津藩の管轄下である日ヶ谷村の宇治川嘉左衛門(武兵衛の息子とは別人)の子として生まれた。宇治川家は農民でありながら苗字を持つなど豪農であった。当時日ヶ谷村には文字の読める者はほとんどおらず、豪農とはいえ嘉左衛門もその例にもれず字が読めなかった。
しかし幼少期に宮津藩主の嫡男である松平宗秀の側仕えをしており、宗秀が勉学する間に武兵衛も多くの事を学んだ。

### 婚姻
武兵衛はうめと結婚した。少なくとも二男一女が生まれている。

### 宮津藩での活躍
天保11年（1840年）に松平宗秀が藩主に就任した。武兵衛は算術に長けており、宗秀に藩の年貢の勘定役も任された。そのため宗秀から幾度か陣笠や感状などの褒美を受領している。
没後、家督は長男の宇治川嘉左衛門が継いだ。